# 顧時化
顧時化（1548年—1590年），字雨之，號盟庵，直隸蘇州府長洲縣人，民籍，明朝政治人物。

## 生平
隆慶四年（1570年）庚午科應天鄉試三十二名，萬曆十四年（1586年）丙戌科會試二百六十一名，登三甲第五十二名。兵部观政，任直隸南宮縣知縣。十八年卒。

## 家族
曾祖顧幾先；祖父顧祺；父顧廉。母馬氏。永感下。